# Turjan
Turjan (perski: توريان) – miejscowość w południowym Iranie, w ostanie Hormozgan, na wyspie Keszm. W 2006 roku miejscowość liczyła 2051 mieszkańców w 430 rodzinach.